# 選舉冷靜期
選舉冷靜期，或稱選舉靜默期，是指在選舉之前或期间內禁止政治竞选活動或媒体報導相關新聞的制度。

## 運作
在斯洛維尼亞、波兰和尼泊尔等一些國家，禁止试图说服人们在选举当天投票给特定候选人或政党。一些國家則稱，冷靜期的制度违反了法律保障的言论自由。但一些民主国家仍然採用此制度「以平衡竞选活动，并维持自由投票环境」。 而在其他国家，则是採取其他形式，如禁止媒体在投票日对竞选活动发表评论或公布民意调查。
一些国家实行此制度，使选民在投票前有一段时间反思選前所發生的相關事件。 在此期间不允许候选人進行竞选活動，通常民意調查也會被禁止。 

## 實例
以下国家或地区有選舉冷靜期制度，括号中的時數代表选举前冷靜期的實施时间：
- 亞美尼亞 (24 小時)
- 阿根廷 (48 小時)
- 澳洲 (從投票日前週三午夜到投票日（週六）投票結束，禁止有關競選活動的電視和廣播廣告)[2]
- 亞塞拜然 (投票前的 24 小時)
- 巴林 (投票前的 24 小時)[3]
- 巴貝多 (投票日與提前投票日)
- 波士尼亞與赫塞哥維納 (24 小時)
- 巴西 (從投票日之前的週四 20:40 到投票日（週日）投票結束禁止有關競選活動的電視和廣播廣告； 此規定也適用於串流平台)[4]
- 保加利亞 (投票日前 24 小時及投票日當天)
- 柬埔寨 (投票日當天 48小時，也實施禁酒令)
- 加拿大 (投票日投票結束前禁止播送廣告)[5]
- 克羅埃西亞 (投票日前一天 00:00 至投票所關閉)[6]
- 賽普勒斯 (48 小時)[7]
- 捷克 (3 天)[8]
- 埃及 (48 小時)
- 斐濟 (48 小時)[9]
- 法國 (週日選舉前的周六)
- 希臘 (48 小時)
- 匈牙利 (投票日前一天的00:00開始)[10]
- 印度 (投票日前的 24 至 48 小時及投票日當天)
- 印尼 (投票日前三天)
- 愛爾蘭 (從投票日前一天的 14:00 開始)[11]
- 以色列 (從投票日前一天的 19:00 開始)[12] ，選舉前 5 天禁止發布民調。競選期間禁止有關競選活動的電視和廣播廣告，除了選舉委員會在選舉前兩週左右安排的集會之外。
- 義大利 (從投票日前一天零時開始)，選舉前 15 天禁止發布民調，選舉前一個月禁止在電視上說出候選人名字（新聞節目和受監管的選舉廣告除外）
- 日本 (投票日當天)
- 哈薩克 (從投票日前一天零時開始; 選舉前5天起禁止發布民調)[13]
- 黎巴嫩 (國會選前一天零時開始至投票結束)[14]
- 馬來西亞 (投票日當天)
- 馬爾他 (從投票日前一天 00:00 至投票結束)
- 蒙特內哥羅 (48 小時)[15]
- 莫三比克 (48 小時的競選活動； 整個競選期間所進行的民意調查)
- 尼泊爾 (48 小時)
- 紐西蘭 (投票日的 00:00 至 19:00).[16]
- 北馬其頓 (從投票日前一天的 00:00 開始)
- 巴基斯坦 (24 小時) [17]
- 巴拉圭 (48小時) [18]
- 祕魯 (24 小時) [19]
- 菲律賓 (濯足節至耶穌受難日、投票日前一天 00:00 至選舉日，禁止政治活動。)[20]
- 波蘭 (從投票日前一天的 00:00 開始，以及選舉日投票站開放期間)[21]
- 葡萄牙 (選前 24 小時與投票日當天)
- 俄羅斯 (24 小時)[22]
- 新加坡 (24 小時) 稱為「冷靜日 (cooling-off day) 」，於2011年首次實施[23]
- 塞爾維亞 (從選前兩天的 00:00 至選舉日當天)[24]
- 斯洛伐克 (48 小時, 競選與發佈民調皆被禁止)[25][26]
- 斯洛維尼亞 (從選舉日前一天 00:00 開始至投票所關閉)
- 韓國 (選舉日當天； 選舉日前6天起禁止發布民調)
- 西班牙 (從選舉日前一天的 24 小時開始) ，稱為「反思期」。 選舉日前五天禁止發布民調，但有一些法律技巧可規避此規定，例如在國外發布民調。[27]
- 斯里蘭卡 (投票日前一天 48 小時 )
- 台灣 (選舉日當天午夜起至投票結束為止；選前 10 天起禁止發布民調)
- 泰國 (選舉日前一天的 18:00 開始至投票所關閉，同時也禁止銷售酒類商品)[28]
- 突尼西亞 (選舉日前一天 00:00 至投票所關閉)
- 土耳其 (選舉日前一天 18:00 至投票所關閉，選舉日前一天晚上 22:00 開始也禁止銷售酒類商品至投票站關閉)
- 烏克蘭 (選舉日前一天 00:00 開始)[29]
- 英國：投票站開放期間，廣播媒體禁止報導有關任何競選活動的消息，並且在投票結束之前禁止發佈出口民調或類似的任何內容，但候選人和政黨仍然可以競選，並且印刷和數位媒體沒有額外的限制。[30]
- 烏拉圭 (從選舉前兩天的 00:00 開始)